# Condado de Mississippi (Missouri)
O Condado de Mississippi é um dos 114 condados do estado americano de Missouri. A sede do condado é Charleston, e sua maior cidade é Charleston. O condado possui uma área de 1 111 km² (dos quais 41 km² estão cobertos por água), uma população de 13 428 habitantes, e uma densidade populacional de 13 hab/km² (segundo o censo nacional de 2000). O condado foi fundado em 1845.